# Michel Jakar
Michel Jakar (né à Sainte-Croix, Suisse, le 22 avril 1943 et mort à Bruxelles le 23 janvier 2012) est un réalisateur belge d'origine suisse. Il réalise des films de fiction et des documentaires interrogeant le théâtre, l'opéra, la danse, la musique et la littérature. Il est également scénariste pour le cinéma et la télévision.

## Filmographie
- 1974 : O Sidarta (avec Philippe Druillet)
- 1978 : Bauduin des Mines
- 1979 : Dialogues d'exilés
- 1979 : La Visite
- 1984 : Maria Malibran
- 1984 : Images d'un opéra
- 1985 : Opéra sans paroles
- 1987 : Les Pupilles du tigre
- 1988 : Extases (dansé par Patricia Kuypers)
- 1989 : Koniec, genre théâtre
- 1990 : J'aurais aimé vous voir danser, Madame Akarova
- 1992 : Silence du rouge
- 1994 : Rien de réel (dansé par la compagnie Mossoux-Bonté)
- 1996 : Moreau
- 1997 : La Mère
- 1997 : Son image danse (avec Akarova et Michèle Noiret)
- 2003 : Demain il fera jour (dansé par Enzo Pezzella)
- 2004 : Olympia (dansé par Vera Mantano)
- 2004 : Boiling Point (dansé par la compagnie Isabella Soupart)
- 2005 : Juste Ciel (chorégraphie de Nicole Mossoux et Patrick Bonté)
- 2006 : Les Bains à Ostende
- 2006 : Holeulone (chorégraphie de Karine Ponties)
- 2006 : Trans Danse Europe